# Mustafa Abdel-Latif
Mustafa Abdel-Latif ist ein ägyptischer Politiker, vormals Generalmajor der ägyptischen Streitkräfte. Er war von April 2008 bis zum Frühjahr 2011 Gouverneur von Bur Saʿid.
Während der Revolution in Ägypten 2011 verlegte er infolge gewalttätiger Ausschreitungen provisorisch den Amtssitz seines Gouvernats von Port Said in eine außerhalb gelegene Feriensiedlung und forderte die Armee an.